# Spudaeus brevis
Spudaeus brevis är en stekelart som först beskrevs av Johannes Friedrich Ruthe 1855.  Spudaeus brevis ingår i släktet Spudaeus och familjen brokparasitsteklar. Inga underarter finns listade i Catalogue of Life.